# 章适
章（1511年—1554年），字景南，號道峰，浙江金華府蘭溪縣人，民籍，明朝政治人物。

## 生平
嘉靖十六年（1537年）丁酉科浙江鄉試第四十名舉人。嘉靖二十六年（1547年）中式丁未科會試第六十八名，登第三甲第一百四十一名進士。兵部觀政，初授行人司行人，三十一年正月选授礼科给事中。时嘉靖帝讳言倦勤，无敢论及储君之事。章适慨然进《东宫讲读疏》，忤旨。懔然引疾告归，家无积蓄。有《道峰集》6卷。祀乡贤。

## 家族
曾祖章檉；祖父章滂；父章贄，貢士。母許氏。兄章祐。弟章述（举人）、章迈（生员）、章遗。子泰初、泰喜、泰臨。